# 第9981例行政命令
第9981例行政命令（英語：Executive Order 9981），是1948年7月26日由美国总统哈里·S·杜鲁门发佈的一個行政命令，以消除美国军队中种族隔离现象。
从美国革命伊始，非洲裔美国人民便在美军中发挥积极作用。一名叫普林斯·伊斯特布鲁克的非裔士兵便是其中一位在列克星敦和康科德战役的牺牲者；数以万计的非洲裔士兵在其间与白人士兵并肩作战，而能与此程度相提并论的种族接纳只有在之后50年代才出现。
1941年6月，罗斯福总统发表了第8802号行政命令，禁止美国國防工业的种族歧视现象，但是美军本身在二战期间还是保持着种族分离作战。在全国城市联盟、美国全国有色人种协进会、和各个民权领袖的努力下，杜鲁门总统开始了一系列为有色人种在美国军队获得平等对待的准备工作，而第一个早已暗自实行的，便是美军医院因效率和资源缘由已经开始了种族兼容对待病人。